# 金玉婷
金玉婷（1973年11月21日—），黑龙江省齐齐哈尔市人，中国大陆女演员。毕业于上海戏剧学院表演系1989级本科班。1998年曾获“金鹰奖”提名奖。

## 作品

### 电影
| 上映年份 | 电影名       | 角色   | 备注 |
| 2008年   | 《底线》     |        |      |
| 2013年   | 《牛胆神偷》 | 老板娘 |      |

### 电视剧
| 首播年份 | 剧名               | 角色       | 备注   |
| 1997年   | 《孙子谋略》       |            |        |
| 1998年   | 《大裂谷》         | 徐二菊     | 女配角 |
| 1999年   | 《美食街女老板》   | 徐美凤     | 女主角 |
| 2000年   | 《太平天国》       | 曾晚妹     | 女主角 |
| 2000年   | 《百姓》           | 绿叶儿     |        |
| 2001年   | 《冼夫人》         | 冼夫人     |        |
| 2001年   | 《上有老》         | 何也       | 女主角 |
| 2002年   | 《闽南名流世家》   | 郑家怡     |        |
| 2002年   | 《大宅门2》        | 白慧       |        |
| 2003年   | 《郭秀明》         | 郭继琴     |        |
| 2003年   | 《原则》           | 夏微       |        |
| 2003年   | 《悲情时代》       | 素素       | 女主角 |
| 2003年   | 《神探谷梁》       | 柴妞       |        |
| 2004年   | 《一个姑爷半个儿》 | 彭爱民     |        |
| 2004年   | 《梧桐相思雨》     | 巧妞       |        |
| 2005年   | 《玉碎》           | 薛艳卿     |        |
| 2006年   | 《原狱》           | 玉骨儿     | 女主角 |
| 2006年   | 《商界丽人》       | 王小丹     |        |
| 2006年   | 《家比天大》       | 何兵       |        |
| 2007年   | 《梅艳芳菲》       | 方妍萍     |        |
| 2007年   | 《非常24小时Ⅲ》    | 曹雪       |        |
| 2008年   | 《四世同堂》       | 尤桐芳     |        |
| 2008年   | 《保密局1949》     | 凌云       |        |
| 2010年   | 《钟馗传说》       | 梦娘       |        |
| 2010年   | 《剩女的嫁衣》     | 张可可     |        |
| 2010年   | 《孟来财传奇》     | 林彩凤     |        |
| 2010年   | 《火红的年代》     | 肖青       |        |
| 2011年   | 《再回首》         | 罗莉莉     |        |
| 2011年   | 《无名高地》       | 江燕       |        |
| 2011年   | 《我是大侦探》     | 怡红院老鸨 |        |
| 2012年   | 《要过好日子》     | 常丽       |        |
| 2013年   | 《神医喜来乐传奇》 | 赛西施     | 女主角 |

### 小品
- 《我和爸爸换角色》，2003年中央电视台春节联欢晚会，与郭冬临共同演出。
- 《将爱情进行到底》，2007年中央电视台春节联欢晚会，与潘长江共同演出。
- 《军嫂上岛》，2008年中央电视台春节联欢晚会，与孙涛、黄晓娟、尹北琛共同演出。
- 《暖冬》，2009年中央电视台春节联欢晚会，与冯巩共同演出。
- 《美丽的尴尬》，2010年中央电视台春节联欢晚会，与黄宏、巩汉林、林永健共同演出。

## 曾获奖项
- 1998年“金鹰奖”提名奖。